# Natação nos Jogos Pan-Americanos de 2023 - 100 m livre masculino
A competição de 100 m livre masculino da natação nos Jogos Pan-Americanos de 2023 foi disputada em 23 de outubro no Centro Acuático Estadio Nacional, em Santiago, no Chile. No total, competiram 31 atletas de 23 Comitês Olímpicos Nacionais (CON).

## Calendário
Horário local (UTC-4).
| Data          | Horário | Fase          |
| ------------- | ------- | ------------- |
| 23 de outubro | 09:11   | Eliminatórias |
| 23 de outubro | 16:09   | Final B       |
| 23 de outubro | 16:13   | Final A       |

## Medalhistas
| Ouro  | BRA Guilherme Caribé             |
| Prata | USA Brooks Curry USA Jonny Kulow |

## Recordes
Antes desta competição, os recordes mundiais e dos Jogos Pan-Americanos da prova eram os seguintes:
| Tipo                             | Atleta                | Tempo | Local       | Data                  |
| -------------------------------- | --------------------- | ----- | ----------- | --------------------- |
|                                  | ROU David Popovici    | 46s86 | Roma        | 13 de agosto de 2022  |
| Recorde dos Jogos Pan-Americanos | BRA César Cielo Filho | 47s84 | Guadalajara | 16 de outubro de 2011 |

## Resultados

### Eliminatórias
Qualificação: Os oito mais rápidos (QA) qualificam-se para a final A e os próximos oito mais rápidos (QB) qualificam-se para a final B.
As eliminatórias foram realizadas em 23 de outubro.
| Pos. | Bateria | Raia | Atleta              | Nacionalidade                       | Tempo | Notas |
| ---- | ------- | ---- | ------------------- | ----------------------------------- | ----- | ----- |
| 1    | 3       | 5    | Jonny Kulow         | USA Estados Unidos                  | 48.49 | QA    |
| 2    | 2       | 4    | Guilherme Caribé    | BRA Brasil                          | 48.63 | QA    |
| 3    | 4       | 4    | Marcelo Chierighini | BRA Brasil                          | 48.64 | QA    |
| 4    | 3       | 4    | Brooks Curry        | USA Estados Unidos                  | 48.65 | QA    |
| 5    | 4       | 6    | Andres Dupont       | MEX México                          | 48.86 | QA    |
| 6    | 3       | 3    | Breno Correia       | BRA Brasil                          | 49.05 | QB    |
| 7    | 4       | 3    | Jorge Iga           | MEX México                          | 49.25 | QA    |
| 8    | 2       | 5    | Javier Acevedo      | CAN Canadá                          | 49.26 | QA    |
| 9    | 2       | 3    | Alberto Mestre      | VEN Venezuela                       | 49.28 | QA    |
| 10   | 2       | 6    | Guido Buscaglia     | ARG Argentina                       | 49.65 | QB    |
| 11   | 4       | 2    | Matias Santiso      | ARG Argentina                       | 49.68 | QB    |
| 12   | 3       | 6    | Edouard Fullum-Huot | CAN Canadá                          | 49.76 | QB    |
| 13   | 4       | 5    | Mikel Schreuders    | ARU Aruba                           | 49.88 | QB    |
| 14   | 4       | 7    | Ben Hockin          | PAR Paraguai                        | 50.69 | QB    |
| 15   | 3       | 7    | Leo Nolles          | URU Uruguai                         | 50.79 | QB    |
| 16   | 2       | 2    | Lamar Taylor        | BAH Bahamas                         | 50.95 | WD    |
| 17   | 3       | 2    | Nikoli Blackman     | TTO Trinidad e Tobago               | 51.01 | QB    |
| 18   | 2       | 1    | Isaac Beitia        | PAN Panamá                          | 51.32 |       |
| 19   | 3       | 8    | Joaquín Vargas      | PER Peru                            | 51.72 |       |
| 20   | 4       | 1    | Gabriel Martínez    | HON Honduras                        | 52.00 |       |
| 21   | 3       | 1    | Jayhan Odlum-Smith  | LCA Santa Lúcia                     | 52.01 |       |
| 22   | 1       | 4    | Benjamín Schnapp    | CHI Chile                           | 52.02 |       |
| 23   | 2       | 7    | James Allison       | CAY Ilhas Cayman                    | 52.05 |       |
| 24   | 1       | 3    | Elías Ardiles       | CHI Chile                           | 52.51 |       |
| 25   | 1       | 5    | Miguel Vásquez      | EAI Equipe de Atletas Independentes | 52.52 |       |
| 26   | 1       | 6    | Nixon Hernández     | ESA El Salvador                     | 52.58 |       |
| 27   | 2       | 8    | Sidrell Williams    | JAM Jamaica                         | 52.74 |       |
| 28   | 4       | 8    | Stefano Mitchell    | ANT Antígua e Barbuda               | 52.86 |       |
| 29   | 1       | 7    | Nector Segovia      | ESA El Salvador                     | 53.01 |       |
| 30   | 1       | 2    | Irvin Hoost         | SUR Suriname                        | 53.37 |       |
| 31   | 1       | 1    | Gerald Hernandez    | NCA Nicarágua                       | 54.52 |       |

### Final B
A final B foi realizada em 23 de outubro.
| Pos. | Raia | Atleta              | Nacionalidade         | Tempo | Notas |
| ---- | ---- | ------------------- | --------------------- | ----- | ----- |
| 9    | 6    | Edouard Fullum-Huot | CAN Canadá            | 49.33 |       |
| 10   | 2    | Mikel Schreuders    | ARU Aruba             | 49.69 |       |
| 11   | 5    | Guido Buscaglia     | ARG Argentina         | 49.93 |       |
| 12   | 3    | Matias Santiso      | ARG Argentina         | 49.99 |       |
| 13   | 4    | Breno Correia       | BRA Brasil            | 50.19 |       |
| 14   | 8    | Nikoli Blackman     | TTO Trinidad e Tobago | 50.81 |       |
| 15   | 7    | Ben Hockin          | PAR Paraguai          | 50.97 |       |
| 16   | 1    | Leo Nolles          | URU Uruguai           | 50.99 |       |

### Final A
A final A foi realizada em 23 de outubro.
| Pos. | Raia | Atleta              | Nacionalidade      | Tempo | Notas |
| ---- | ---- | ------------------- | ------------------ | ----- | ----- |
| 1 !  | 5    | Guilherme Caribé    | BRA Brasil         | 48.06 |       |
| 2 !  | 6    | Brooks Curry        | USA Estados Unidos | 48.38 |       |
| 3 !  | 4    | Jonny Kulow         | USA Estados Unidos | 48.38 |       |
| 4    | 1    | Javier Acevedo      | CAN Canadá         | 48.88 |       |
| 5    | 3    | Marcelo Chierighini | BRA Brasil         | 48.92 |       |
| 6    | 8    | Alberto Mestre      | VEN Venezuela      | 48.96 |       |
| 7    | 2    | Andres Dupont       | MEX México         | 49.03 |       |
| 8    | 7    | Jorge Iga           | MEX México         | 49.18 |       |

Legenda
| Recorde mundial                  | Recorde mundial (World record)               |                       | Recorde africano                      | Recorde africano (African) |                                           | Q | Classificado por posição (Qualified) |
| Recorde dos Jogos Pan-Americanos | Recorde pan-americano (Pan-American record)  | Recorde da América    | Recorde da América (Americas)         | q                          | Classificado por melhor tempo (Qualified) |   |                                      |
| Melhor marca do ano              | Melhor marca do ano (World leading)          | Recorde asiático      | Recorde asiático (Asian)              | DNS                        | Não largou (Did not start)                |   |                                      |
| Recorde nacional                 | Recorde nacional (National record)           | Recorde europeu       | Recorde europeu (European)            | DNF                        | Não terminou (Did not finish)             |   |                                      |
| Recorde pessoal                  | Recorde pessoal do atleta (Personal best)    | Recorde da Oceania    | Recorde da Oceania (Oceania)          | DSQ / DQ                   | Desclassificado (Disqualified)            |   |                                      |
| Recorde da temporada             | Recorde da temporada do atleta (Season best) | Recorde sul-americano | Recorde sul-americano (South America) | NM                         | Sem marca (No mark)                       |   |                                      |